# James Foley (Regisseur)
James Foley (* 28. Dezember 1953 in Brooklyn, New York; † 6. Mai 2025 in Los Angeles) war ein US-amerikanischer Regisseur.

## Lebenslauf
James Foley wuchs im New Yorker Stadtteil Brooklyn auf. Er machte einen Abschluss in Pre-Medical und Psychoanalyse an der University at Buffalo. Eigentlich plante er, Psychologe zu werden, doch stattdessen entdeckte er sein Inszenierungstalent. Er begann ein Filmstudium in New York, während er abends in einer psychiatrischen Klinik seinem Beruf als Arzt nachging. Später wechselte er auf die Filmschule der University of Southern California.
Nach den zwei Studentenkurzfilmen Silent Night und November konnte er 1984 mit Hilfe von Hal Ashby sein Regiedebüt, das Teenagerdrama Reckless nach einem Drehbuch des Debütanten Chris Columbus, realisieren. Hauptdarsteller waren Aidan Quinn und Daryl Hannah.
Sein zweiter Film war Auf kurze Distanz, ein Drama mit Sean Penn und Christopher Walken. Penns damalige Frau Madonna war von Foleys Arbeit angetan und engagierte ihn gleich für mehrere Projekte: die Musikvideos zu Live to Tell (das Thema aus Auf kurze Distanz), True Blue und dem Hit Papa Don’t Preach sowie die Regie der Filmkomödie Who’s That Girl.
Die Jim-Thompson-Romanadaption After Dark, My Sweet nach eigenem Drehbuch brachte ihm Anerkennung bei den Kritikern.
Bei Glengarry Glen Ross, einer Filmadaption des mit dem Pulitzer-Preis ausgezeichneten Stücks von David Mamet, stand 1992 gleich eine ganze Riege von bekannten Schauspielern vor der Kamera, darunter Al Pacino, der eine Oscarnominierung erhielt und im selben Jahr den Oscar für Der Duft der Frauen gewann. 1995 wirkte Pacino auch in Foleys Regiearbeit 25 Cents mit.
Im Jahr 1996, in dem Foley die eher unbekannte John-Grisham-Verfilmung Die Kammer ins Kino brachte, drehte er auch Fear – Wenn Liebe Angst macht mit den noch unbekannten Darstellern Mark Wahlberg und Reese Witherspoon. Wahlberg übernahm auch in Foleys nächstem Film Corruptor – Im Zeichen der Korruption einen Part.
Nach vier Jahren Auszeit entstand 2003 der Thriller Confidence unter Foleys Regie. Nach weiteren vier Jahren Leinwandabstinenz lief im April 2007 Verführung einer Fremden mit Bruce Willis und Halle Berry in den Kinos an. Es folgten in erster Linie Regiearbeiten für das Fernsehen, vor allem ein Dutzend Folgen der Serie House of Cards in den Jahren 2013 bis 2015. 2017 wurde die von ihm inszenierte Romanverfilmung Fifty Shades of Grey – Gefährliche Liebe veröffentlicht, deren Fortsetzung er ebenfalls inszenierte und die 2018 erschien.
James Foleys Bruder Jerry ist ebenfalls Filmregisseur. Foley starb am  6. Mai 2025 in Los Angeles im Alter von 71 Jahren in seinem Zuhause infolge eines Gehirntumors.

## Filmografie (Auswahl)
- 1984: Reckless
- 1986: Auf kurze Distanz (At Close Range)
- 1987: Who’s That Girl
- 1990: After Dark, My Sweet
- 1991: Twin Peaks (Fernsehserie, Episode 2x17)
- 1992: Glengarry Glen Ross
- 1995: 25 Cents (Two Bits)
- 1996: Fear – Wenn Liebe Angst macht (Fear)
- 1996: Die Kammer (The Chamber)
- 1997: Gun – Kaliber 45 (Gun, Fernsehserie, Episode 1x01)
- 1999: Corruptor – Im Zeichen der Korruption (The Corruptor)
- 2003: Confidence
- 2007: Verführung einer Fremden (Perfect Stranger)
- 2013: Hannibal (Fernsehserie, Episode 1x07)
- 2013–2015: House of Cards (Fernsehserie, 12 Episoden)
- 2015: Wayward Pines (Fernsehserie, Episode 1x05)
- 2016: Billions (Fernsehserie, 2 Episoden)
- 2017: Fifty Shades of Grey – Gefährliche Liebe (Fifty Shades Darker)
- 2018: Fifty Shades of Grey – Befreite Lust (Fifty Shades Freed)

## Auszeichnungen
- 1986: Goldener-Bär-Nominierung für den Film Auf kurze Distanz
- 1988: Goldene-Himbeere-Nominierung als schlechtester Regisseur für den Film Who’s That Girl?
- 2018: Goldene-Himbeere-Nominierung als schlechtester Regisseur für den Film Fifty Shades of Grey – Gefährliche Liebe
- 2019: Goldene-Himbeere-Nominierung als schlechtester Regisseur für den Film Fifty Shades of Grey – Befreite Lust